# Добрый Бор (Брестская область)
До́брый Бор (бел. Добры Бор) — деревня в Барановичском районе Брестской области Беларуси. Входит в состав Подгорновского сельсовета. Население — 65 человек (2019).

## География
К югу от деревни протекает река Щара.

## История
По письменным источникам известна с XVI века. В 1561 году в составе имения Гавиновичи Слонимского уезда, принадлежавшего великому князю ВКЛ Сигизмунду II Августу. С 1793 года — в Слонимском уезде Российской Империи, с 1801 года — в Гродненской губернии. С 1921 года составе межвоенной Польши.
С 1939 года в составе БССР. С 15 января 1940 года в Бытенском районе Барановичской, с 8 января 1954 года Брестской областей, с 4 октября 1957 года в Барановичском районе.
С конца июня 1941 до начала 1944 года была оккупирована немецко-фашистскими захватчиками. На фронтах войны погибло восемь односельчан.

## Население
| Численность населения (по переписи) | Численность населения (по переписи) | Численность населения (по переписи) | Численность населения (по переписи) | Численность населения (по переписи) |
| 1959                                | 1970                                | 1999                                | 2009                                | 2019                                |
| ----------------------------------- | ----------------------------------- | ----------------------------------- | ----------------------------------- | ----------------------------------- |
| 712                                 | ↘639                                | ↘224                                | ↘128                                | ↘65                                 |

## Достопримечательности
- Стоянка периода неолита, бронзового века, раннего железного века  (V тысячелетие до н.э. — I тысячелетие н.э.), в 2,5 километрах к северо-востоку.
- Городище (I тысячелетие до н.э. — I тысячелетие н.э.), в 2 километрах к северо-востоку[4].